# Ева Фарна
Ева Фарна (пол. Ewa Farna) (нар. 12 серпня 1993 року) — чеська музикантка, поп-рок-співачка, авторка пісень. За національністю вона входить до польської меншини цієї країни.
Фарна випустила чотири студійні альбоми чеською мовою, які стали платиновими в Чехії і пізніше були наново записані та вийшли польською мовою. Фарна є наймолодшою комерційно успішною співачкою в Чехії; вона не менш популярна також у сусідній Польщі.

## Життєпис
Ева Фарна народилася 12 серпня 1993 року в місті Тржинець, Чехія. У дитинстві вона відвідувала польську початкову школу і художню школу, де навчалася гри на піаніно і танців.
Після перемоги на місцевих конкурсах талантів як в Чехії, так і в Польщі в 2004 і 2005 роках, її помітив відомий в Чехії продюсер, композитор і автор пісень Лешек Вронка (чеськ. Lešek Wronka). 6 листопада 2006, у віці 13 років, вона випустила дебютний альбом «Měls mě vůbec rád», який піднявся на вершину чартів в Чехії і досяг статусу платинового. Цей альбом приніс їй багато престижних нагород і зробив досить популярною в Чехії і Словаччини.
Другий альбом «Ticho» вийшов 1 жовтня 2007 року. Як і перший, він також отримав платиновий статус. 7 листопада 2008 року відбулася прем'єра концертного DVD «Blíž ke hvězdám», сам концерт був записаний в Празі 17 червня 2008 року. Цей диск продався найкраще серед DVD у Чехії в 2008 році. До альбому включена одна пісня заспівана польською мовою — «Tam gdzie ty».
5 листопада 2010 року вийшов новий альбом польською мовою, названий «EWAkuacja». Альбом отримав статус золотого вже через 2 тижні після виходу, і платинового в травні 2011 року. Першим синглом альбому стала пісня «EWAkuacja», яка завоювала численні нагороди та призи.
У 2011 році вона виграла приз "MTV Europe Music Awards як найкращий артист з Польщі і була номінована в категорії «Найкращий європейський виконавець». Вона також виграла нагороду як найкраща співачка на конкурсі «Český slavík».
22 травня 2012 року, Ева Фарна потрапила в дорожньо-транспортну пригоду, сама співачка відбулася лише легкими подряпинами. За даними чеської поліції вона перебувала під впливом алкоголю. У своїй заяві для преси, Ева пояснила, що причиною аварії стала «втома, викликана безсонням перед випускними іспитами».
22 жовтня 2013 року відбувся реліз польського альбому «(W)INNA?», який містив сингли «Znak» і «Ulubiona Rzecz», що вийшли, відповідно, 7 червня та 18 жовтня. Ева завершила 2013 рік чеським синглом «Oblíbená věc» з підготовлюваного до виходу альбому.
14 травня 2014 року відбулася прем'єра синглу «Leporelo».
7 червня 2014 року на фестивалі в Ополе Ева представила третій сингл альбому «(W)INNA?». Ним стала пісня «Tajna Misja».
6 листопада відбулася презентація нового чеського альбому «Leporelo», «близнюка» платівки «(W)INNA?», офіційна прем'єра пройшла 14 листопада.
6 листопада 2014 року вийшов дводисковий альбом «INNA». На першому диску записані відомі пісні Еви, такі як «Ewakuacja», «Cicho» і «Znak» у джазово-акустичних аранжуваннях. На другому диску — три нові пісні і сингл «W Silnych Ramionach», який раніше вийшов на диску композитора Томека Люберта.
У 2016 році Ева відзначає десятиріччя своєї музичної кар'єри. Вона запланувала новий альбом, перший сингл якого вийшов у березні, а також 11 листопада співачка відіграла мегаконцерт, на якому виконає всі свої хіти.
У вересні 2017 вийшла заміж за Мартіна Хобота (чеш. Martin Chobot).

## Дискографія

### Альбоми чеською мовою
1. 2006 — Měls mě vůbec rád
2. 2007 — Ticho
3. 2008 — Blíž ke hvězdám
4. 2009 — Virtuální
5. 2011 — 18 Live
6. 2014 — Leporelo
7. 2015 — G2 Acoustic Stage
8. 2016 — Best of Ewa Farna (лімітований збірник)

### Альбоми польською мовою
1. 2007 — Sam na sam
2. 2009 — Cicho
3. 2010 — EWAkuacja
4. 2011 — Live (альбом Єви Фарна)
5. 2013 — (W)Inna?
6. 2015 — Inna

### Сингли
- Měls mě vůbec rád (2006)
- Zapadlej krám (2006)
- Ticho (2007)
- La la laj (2007)
- Tam gdzie nie ma dróg (2007)
- Jaký to je (2008)
- Oto ja (дует з Кубою Моледа, 2008)
- Boží mlejny melou (2008)
- Cicho (2009)
- Dmuchawce, latawce, wiatr (2009)
- Toužím (2009)
- Ty jsi král (2009)
- La la laj (польська версія, 2010)
- Maska (2010)
- Stejný cíl mám dál (дует з Яном Бендигом, 2010)
- Nie zmieniajmy nic (дует з Кубою Моледа, 2010)
- Ewakuacja (2010)
- Bez łez (2011)
- Nie przegap (2011)
- Sama Sobě (2011)
- Toxique Girls (з групою Toxique, 2012)
- Znak (2013)
- Ulubiona rzecz (2013)
- Leporelo (2014)
- Tajna misja (2014)
- Z nálezů a krás (2014)
- Rutyna (2015)
- W Silnych Ramionach (feat. Lubert, 2015)
- Tu (2015)
- Na ostří nože (2016)
- Na ostrzu (2016)
- Bumerang (польська версія, 2017)
- Bumerang (чеська версія, 2017)